# Elliott Gould

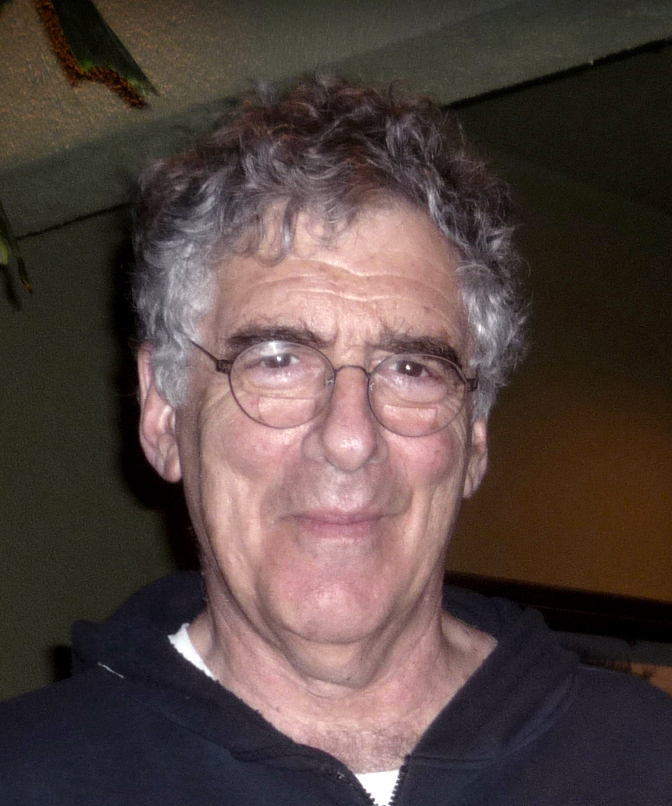
Elliott Gould (2009)

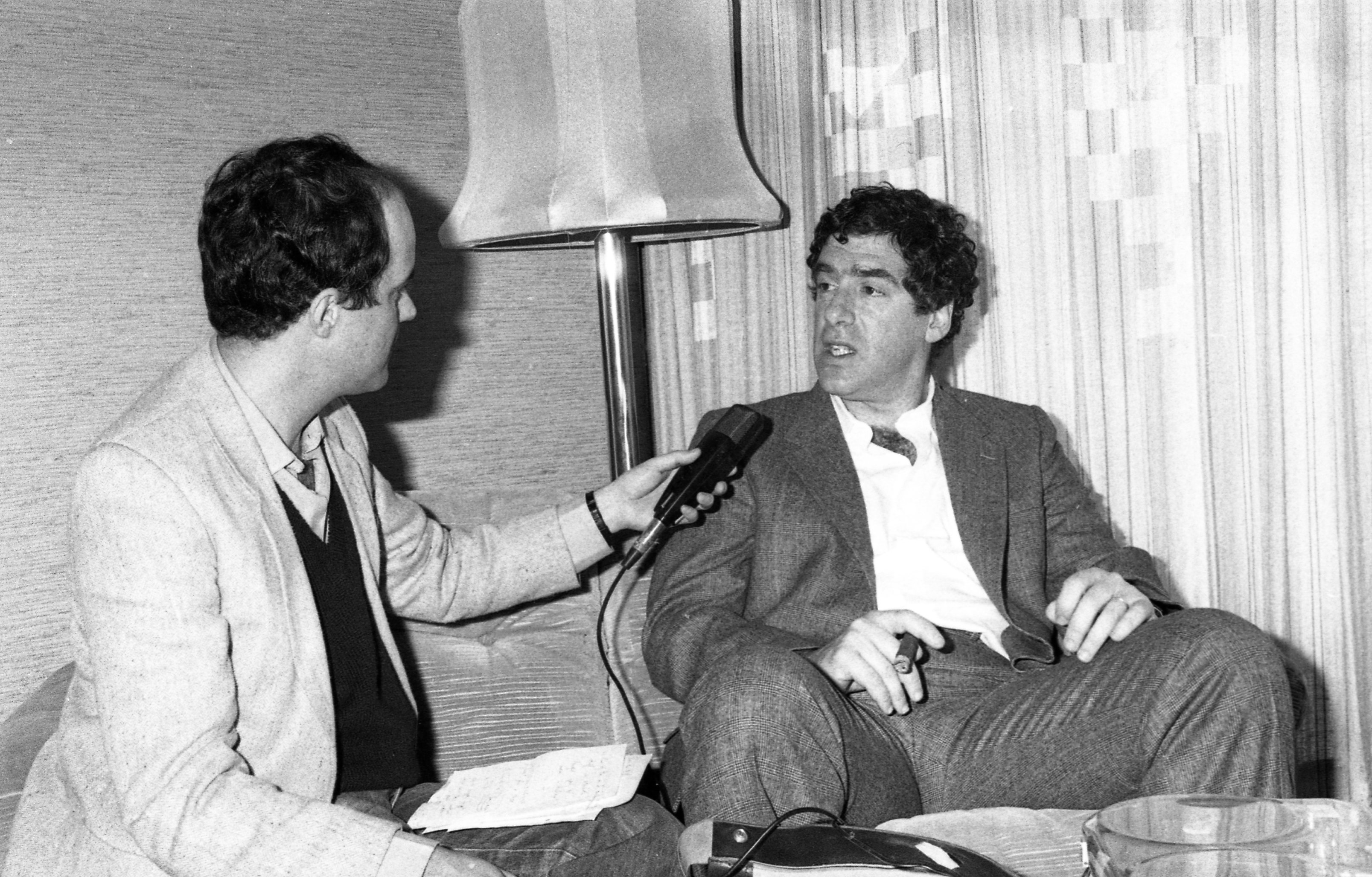
Gould bei einem Besuch in Israel (1984)

Elliott Gould (* 29. August 1938 in Brooklyn, New York City als Elliott Goldstein) ist ein US-amerikanischer Schauspieler. Für seine Rolle in der Komödie Bob & Carol & Ted & Alice erhielt er 1970 eine Oscar-Nominierung, wonach er durch Filme wie MASH, Der Tod kennt keine Wiederkehr und Unternehmen Capricorn zeitweise als Kinostar galt. Später spielte er vorrangig Charakterrollen, etwa in der Serie Friends oder der Ocean’s Eleven-Filmreihe.

## Leben
Elliott Gould wuchs in einer jüdischen Familie in Brooklyn auf. Bereits im Kindesalter spielte er an Vaudeville-Bühnen und im Fernsehen. Er machte seinen Schulabschluss an der Professional Children’s School in Manhattan. Nach seiner Zeit am College gab er Ende 1957 sein Debüt am Broadway in dem Musical Rumple. Danach folgten weitere kleinere Musical-Rollen – wie etwa in Irma La Douce. 1962 bekam er seine erste Hauptrolle in dem Musical I Can Get It For You Wholesale, wo er seine spätere Ehefrau Barbra Streisand kennenlernte. Zwischen 1957 und 1983 spielte Gould in insgesamt sieben Broadway-Produktionen.
1964 gab Gould sein Kinodebüt in der Komödie Heirate mich, Gauner! von William Dieterle, wo er an der Seite von Ginger Rogers gleich eine größere Rolle hatte. Drei Jahre später gelang ihm der Durchbruch zum Kinostar durch seine Rolle als Billy Minsky, Besitzer der Burlesque-Show, in dem Film Die Nacht, als Minsky aufflog. Für seinen Auftritt in der Komödie Bob & Carol & Ted & Alice als eher spießiger Ehemann, der von einem befreundeten Paar zu sexueller Offenheit gebracht wird, erhielt Gould eine Oscar-Nominierung als Bester Nebendarsteller. Seinen größten internationalen Erfolg hatte er 1970 mit seiner Rolle als „Trapper John“ im Film MASH unter der Regie von Robert Altman. 
1973 spielte er wieder unter der Regie von Robert Altman in Der Tod kennt keine Wiederkehr. Er verkörperte Philip Marlowe, eine Rolle, die ursprünglich Humphrey Bogart in Tote schlafen fest spielte. Die Kritiker waren gespalten in Bezug auf Goulds Darstellung. Insgesamt arbeitete Gould zwischen 1970 und 1992 bei fünf Filmen mit Robert Altman zusammen. Goulds Schaffen in den 1970er-Jahren wurde unter anderem durch seine Darstellung eines Spielers in Altmans California Split (1974), eines Journalisten im Science-Fiction-Thriller Unternehmen Capricorn (1977), eines Colonels in dem stargespickten Kriegsfilm Die Brücke von Arnheim und eines Bankangestellten im kanadischen Thriller Dein Partner ist der Tod (1978) neben Christopher Plummer. Seine Popularität in dieser Zeit unterstreicht, dass er zwischen 1976 und 1980 sechsmal als Gastgeber der populären US-Fernsehshow Saturday Night Live fungierte.
Ab den 1980er-Jahren ließ Elliott Goulds Erfolg als Kinodarsteller nach und er spielte fortan vor allem Nebenrollen oder in B-Filmen. 1987 wirkte er an der Seite von Peter Maffay in dem deutschen Film Der Joker mit. In den 1990ern hatte er Nebenrollen in einigen bekannten Filmen wie Warren Beattys Gangsterfilm Bugsy (1991) oder dem sich mit der amerikanischen Neonazi-Szene beschäftigenden American History X (1998). Auch wirkte Gould ab den 1980ern vermehrt an Fernsehfilmen und -serien mit. Eine seiner bekanntesten Fernsehrollen hatte er zwischen 1994 und 2003 in der erfolgreichen Sitcom Friends, in der er in insgesamt 20 Folgen als Jack Geller den Vater der beiden Serien-Hauptfiguren Ross und Monica verkörperte.
Als Teil einer Starbesetzung wirkte Gould an der Filmtrilogie Ocean’s Eleven, Ocean’s 12 und Ocean’s 13 in der Rolle von  Reuben Tishkoff, einem schillernden Geschäftsmann aus Las Vegas, mit. Von 2013 bis 2016 spielte er als Nebendarsteller in der US-amerikanischen Fernsehserie Ray Donovan die Figur Ezra Goldman. 2014 war er in einer tragenden Rolle in der kanadischen Comedyserie Sensitive Skin an der Seite von Kim Cattrall zu sehen. Es folgten weitere Film- und Fernsehauftritte, darunter erneut als Reuben Tishkoff in Ocean’s 8 (2018). Bei Netflix hatte er Gastauftritte oder wiederkehrende Nebenrollen in den Serien Grace and Frankie, The Lincoln Lawyer und The Kominsky Method. Sein Schaffen umfasst bisher mehr als 180 Film- und Fernsehproduktionen.

## Privates
Gould war von 1963 bis 1971 mit Barbra Streisand verheiratet. Sie haben einen gemeinsamen Sohn, Jason Gould (* 1966).  NVon 1974 bis 1976 und erneut von 1978 bis 1989 war er mit Jennifer Bogart verheiratet, mit der er zwei weitere Kinder hat.

## Filmografie (Auswahl)
- 1964: Heirate mich, Gauner! (The Confession)
- 1968: Die Nacht, als Minsky aufflog (The Night They Raided Minsky’s)
- 1969: Bob & Carol & Ted & Alice
- 1970: MASH
- 1970: Getting Straight
- 1971: The Touch
- 1971: Kleine Mörder (Little Murders)
- 1973: Spur der Gewalt (Busting)
- 1973: Der Mann aus Metall (Who?)
- 1973: Der Tod kennt keine Wiederkehr (The Long Goodbye)
- 1974: California Split
- 1975: Nashville
- 1975: Cash – Die unaufhaltsame Karriere des Gefreiten Arsch (Whiffs)
- 1976: Und morgen wird ein Ding gedreht (Harry and Walter Go to New York)
- 1977: Die Brücke von Arnheim (A Bridge Too Far)
- 1978: Matilda
- 1978: Unternehmen Capricorn (Capricorn One)
- 1978: Dein Partner ist der Tod (The Silent Partner)
- 1979: Flucht nach Athena (Escape to Athena)
- 1979: Muppet Movie (The Muppet Movie)
- 1979: Tödliche Botschaft (The Lady Vanishes)
- 1980: Bruchlandung im Paradies (The Last Flight of Noah’s Ark)
- 1980: Midlife Crisis (Falling in Love Again)
- 1981: Schmutzige Tricks (Dirty Tricks)
- 1981: Zum Teufel mit Max (The Devil and Max Devlin)
- 1983: Strawanzer
- 1983: Over the Brooklyn Bridge
- 1984: Das nackte Gesicht (The Naked Face)
- 1986: Twilight Zone (The Twilight Zone, Fernsehserie, Folge 1x14)
- 1986: Kopflos – Die Frau aus dem Nichts (Vanishing Act)
- 1986: Angst und Einsamkeit (Inside Out)
- 1987: Der Joker
- 1989: Wer den Teufel ruft… (Night Visitor)
- 1989: Mord ist ihr Hobby (Fernsehserie, Staffel 6, Folge 4)
- 1991: Bugsy
- 1994: Die nackte Kanone 33 1/3 (Naked Gun 33⅓: The Final Insult)
- 1994–2003: Friends (Fernsehserie, 20 Folgen)
- 1996: Duke of Groove (Kurzfilm)
- 1997: The Shining (Stephen King’s The Shining, Fernsehdreiteiler)
- 1998: American History X
- 1998: The Big Hit
- 1998: Diagnose: Mord (Fernsehserie, Folge 5x15)
- 2000: Ich hab doch nur meine Frau zerlegt (Picking Up the Pieces)
- 2001: Ocean’s Eleven
- 2004: Ocean’s 12 (Ocean’s Twelve)
- 2005: Der blaue Express (Agatha Christie’s Poirot; Fernsehserie, Folge The Mystery of the Blue Train)
- 2007: Ocean’s 13 (Ocean’s Thirteen)
- 2008: The Deal – Eine Hand wäscht die andere (The Deal)
- 2010: CSI: Den Tätern auf der Spur (CSI: Crime Scene Investigation, Fernsehserie, Folge 11x02 Solange es Haie gibt)
- 2011: Contagion
- 2011: L.A. Love Story (Dorfman In Love)
- 2012: Ruby Sparks – Meine fabelhafte Freundin (Ruby Sparks)
- 2013–2016: Ray Donovan (Fernsehserie, 19 Folgen)
- 2014: Sensitive Skin (Fernsehserie, 13 Folgen)
- 2016: Die Geschichte der Liebe (The History of Love)
- 2017: Doubt (Fernsehserie, 13 Folgen)
- 2018: Ocean’s 8
- 2020: Grace and Frankie (Fernsehserie, 1 Folge)
- 2020: Dangerous Lies
- 2022: The Lincoln Lawyer (5 Folgen)
- 2023: You People

## Auszeichnungen/Nominierungen
- 1969: Oscar-Nominierung als Bester Nebendarsteller in Bob & Caroline & Ted & Alice
- 1970: Golden-Globe-Nominierung für die beste Leistung als Hauptdarsteller in einem Film – Musical & Drama für M*A*S*H